# Južna Azija
Južna Azija je naziv za područje koje se nalazi između jugoistočne, jugozapadne i srednje Azije. Često se smatra sinonimom za Indijski potkontinent, a obuhvaća sljedeće suverene države:
- Afganistan
- Bangladeš
- Butan
- Indija
- Maldivi
- Nepal
- Pakistan
- Šri Lanka

Sve navedene zemlje su članice Južnoazijskog udruženja za regionalnu suradnju (SAARC).
U geografskom smislu Indijski bi potkontinent dodatno uključivao dio spornog teritorija kojeg trenutno kontroliraju Kina i Mianmar. Južna Azija pokriva površinu od oko 4,480,000 km² ili 10 posto azijskog kontinenta, a ondje živi oko 40 posto stanovništva Azije. Iako se ne nalazi na potkontinentu, Afganistan se ponekad djelomično ili u cijelosti smatra južnoazijskom zemljom, jer je dijelio mnoge povijesne tokove zajedno s ostatkom regije.
Indijski potkontinent može se geopolitički podijeliti na sljedeće regije:
- Himalajske države/Himalaje
- Poluotočna Indija/visoravan Dekan
- Države Indijskog oceana (također uključuju indijske otoke Andamane, Nikobare i Lakadive)

## Nomenklatura
Termin "Južna Azija" je uobičajeni suvremeni termin koji se koristi od 1947. godine, tj. od završetka Britanskog Raja i početka Prvog indijsko-pakistanskog rata. Do tada je ovo područje bilo poznato pod nazivom "Britanska Indija" ili Hindustan, jer je granice današnje Južne Azije uvelike definirala britanska uprava. Ostali nazivi koji su se koristili za označavanje ove regije bili su Mogulsko Carstvo, Delhijski Sultanat itd.
U povijesnom smislu Južna i Jugoistočna Azija zajedno sačinjavaju Istočnu Indiju, pa se prva definira kao Bliža Indija ili India Citerior, a druga kao Daljnja Indija ili India Ulterior. Ti su termini ipak izašli iz svakodnevne uporabe, a samo Istočne Indije zadržavaju još neku uporabu.
U političkom se smislu Južna Azija ne primijenjuje samo na zemlje koje se geološki nalaze na indijskoj ploči, već može uključivati i zemlje u geografskoj neposrednosti. Ujedinjeni narodi, za razliku od drugih zemalja, u južnu Aziju ubrajaju Afganistan i Mianmar zbog vlastitih geografskih razloga. Mianmar (bivša Burma) često se grupira u ovu regiju zbog toga što je bila dio Britanske Indije gotovo čitavo stoljeće, a povijesno je i kulturno povezana s Indijom.

## Geografija
Regija je geografski omeđena Himalajama na sjeveru i istoku, a Arapskim morem i Bengalskim zaljevom na jugu. Planine Hindukuša koje prolaze kroz Afganistan i sjeverni Pakistan obično se smatraju sjeverozapadnim krajem potkontinenta.
U geološkom smislu većina regije je smještena na potkontinentu odnosno tektonskoj ploči koja odvaja regiju od ostatka Euroazije. Indijski je potkontinent bio maleni kontinent prije sudara indijske i euroazijske ploče kojim je nastao himalajski lanac i tibetanska visoravan. Čak se sada indijska ploča nastavlja kretati prema sjeveru, pa Himalaja raste za nekoliko centimetara više svako desetljeće. Indijska ploča je dom zaprepašćujućoj raznolikosti geografskih obilježja koja su tipična za mnogo veće kontinente. Ondje se na području oko polovice veličine Sjedinjenih Država nalaze ledenjaci, kišne šume, doline, pustinje i travnjaci.
Narodi u regiji posjeduju nekoliko razlikovnih obilježja koja ih antropološki razdvajaju od ostatka Azije. Dominantni narodi i kulture su indoeuropska i dravidska, koje su više povezane s Europom nego s većinom ostalih regija Azije, izuzevši Iransku visoravan i Kavkaz.
Južna Azija spada među najgušće naseljene regije svijeta. Ondje živi oko 1.6 milijardi ljudi — oko četvrtine cjelokupnog svjetskog stanovništva. Gustoća stanovništva u regiji iznosi 305 stanovnika po kvadratnom kilometru što je sedam puta više od svjetskog prosjeka.
Povijest regije potječe od najranijih vremena. Stare civilizacije razvile su se u dolini rijeke Ind. Regija se nalazila u najvećem procvatu prije 18. stoljeća kada je Mogulsko Carstvo držalo prevagu na sjeveru. Europski kolonijalizam doveo je do novog osvajanja regije, a najvažniji kolonizatori su bili Portugal i Nizozemska, a kasnije Britanija i i u manjoj mjeri Francuska. Većina regije je stekla nezavisnost od Europe u kasnim 1940-im.
Vidi također: Geografija Indije & Povijest Južne Azije

## Klima
Klima Južne Azije naziva se monsunskom klimom. Ona je prilično suprotna mediteranskoj klimi. U monsunskoj klimi vrijeme tijekom ljeta ostaje humidno, a tijekom zime suho. Umjesto četiri postoje dva glavna godišnja doba, vlažno i sušno. Monsunska klima u Južnoj Aziji pogodna je za kultivaciju jute, čaja, riže i raznog povrća.

## Ostale subregijeAzije
- Istočna Azija
- Jugoistočna Azija
- Srednja Azija
- Jugozapadna Azija ili Zapadna Azija (jedna definicija Bliskog istoka je istoznačna s jugozapadnom Azijom)
- Sjeverna Azija (Sibir)
- Sjeverna Euroazija (prostire se na Europu)
- Srednja Euroazija (prostire se na Europu)

## Vanjske poveznice
- SAARC Secretariat
- Sri Lanka Broadcasting Corporation
- Ptičarstvo u Južnoj Aziji
- Vernon Corea, južnoazijski radijski izvjestitelj

Sestrinski projekti
|  | Zajednički poslužitelj ima još gradiva o temi Južna Azija |